# Пленники небес
«Пленники небес» (англ. Heaven's Prisoners) — фильм 1996 года с участием Алека Болдуина, Келли Линч и Эрика Робертса. Алек Болдуин также выступил в качестве одного из продюсеров фильма.

## Сюжет
Бывший полицейский детектив Дэйв Робишоу живёт с женой Энни в предместье Нового Орлеана. Они управляют небольшой лодочной станцией и магазином рыболовных принадлежностей. Фильм начинается со сцены исповеди: в прошлом у Дэйва были проблемы с алкоголем, и хотя он не употребляет спиртного уже три года, желание выпить не оставляет его.
Дэйв и Энни отдыхают на своем катере в Мексиканском заливе, когда неожиданно становятся свидетелями крушения небольшого самолёта. Дэйв бросается на помощь пострадавшим. Почти все находившиеся в самолёте мертвы, кроме маленькой девочки из Сальвадора. Забрав её из приюта, супруги, не имеющие своих детей, собираются воспитывать её как родную и дают ей имя Алафер (так звали мать Дэйва).
Через некоторое время Дэйва навещает сотрудник Управления по борьбе с наркотиками Майнос Доутри, интересующийся судьбой остальных троих пассажиров самолета. Но Робишоу помнит, что взрослых было четверо, вспоминая первого погибшего, которого он увидел. Дэйв начинает собственное расследование. Он вылавливает розовую рубашку, которая была наброшена на труп, и находит в ней предмет, похожий на авторучку, на котором логотип бара «Улыбающийся Джек» в Новом Орлеане. Там работает танцовщицей его бывшая девушка Робин. Он расспрашивает её о том погибшем. Робин говорит, что это Джонни Дортез, наркокурьер, работающий на Баббу Рока, – друга детства Робишоу.
Вскоре после этого разговора на Дэйва нападают двое бандитов – Тут и Эдди Китс. Они сообщают, что они сломали Робин дверью два пальца. Китс предупреждает Робишоу, чтобы тот не лез не в своё дело.
Вечером к Робишоу домой снова приходит Доутри, желающий знать, почему Дэйвом интересуются бандиты. Он практически подтверждает, что Дортез был его агентом, и утверждает, что связи ведут к Баббе Року и признается, что его цель – взять Рока. Дэйв говорит, что своими методами Майносу этого не удастся.
На следующий день Дэйв отправляет Робин для безопасности во Флориду, сообщив ей, что там она будет работать в баре, которым владеет его приятель. Затем он навещает Джерри Фэллгута – бармена из «Улыбающегося Джека» и заставляет Джерри говорить; тот выдаёт ему имя Эдди Китса.
Дэйв едет к своему старому приятелю Баббе Року, где знакомится с его женой Клодетт. Она разгуливает по балкону полностью обнажённой, однако Бабба делает ей замечание лишь по поводу того, что она по всему дому оставляет влажные отпечатки от термоса со своим любимым коктейлем «Джин Рики». По поводу Эдди Китса Рок говорит, что не знаком с ним лично, хотя при этом отмечает, что обычно тот не оставляет в живых своих противников. Клодетт сообщает Дэйву, что у Китса свой бар под названием «Комната джунглей». Робишоу наведывается туда и разбивает ему лицо бильярдным кием.
Тем же днём, в отсутствие Дэйва, к ним домой приезжает незнакомец. Он говорит Энни, чтобы она передала Дэйву: Виктор Ромеро передаёт привет. Вечером она рассказывает об этом мужу и говорит, что если это продолжится и дальше, то она так этого больше не выдержит. После перепалки Дэйв идёт в свой любимый бар.
Бабба и Клодетт находятся на приёме у местного босса мафии Диди Джанкано. Он сомневается в способности Баббы быть «главным» по Новому Орлеану, поскольку тот привлёк инцидентом с самолётом слишком большое внимание к своему бизнесу. Бабба уверяет, что Дэйв – «свой парень» и проблем с ним не возникнет, хотя Джанкано явно другого мнения. Он приставляет к супругам Рок своих подручных Тони и Дома.
Одной из ночей Робишоу выходит на улицу и сквозь дождь видит, что одна из лодок оторвалась от причала. Он отправляется за ней и видит чужой катер и троих вооруженных людей, направляющихся к дому, — это Виктор Ромеро, Эдди Китс и Тут. Ему удается обезоружить Китса и разбить ему лицо, но Энни убивают. Убийцам удается уйти. Батист находит и забившуюся в угол Алафер, которую преступники решили не убивать.
После похорон Дэйв не выдерживает и напивается. Он приходит в «Комнату джунглей», где встречает Клодетт в компании Тони и Дома. Он оскорбляет одного из них, и они начинают избивать его. Появляется Майнос Доутри и заставляет бандитов уйти.
Дэйв завязывает с пьянством и заколачивает дверь в их с Энни спальню, после чего решает сосредоточиться на мести.
Он проникает в квартиру Тута, находит в шкафу ружьё, из которого была застрелена Энни, и патроны. В это время появляется и сам Тут. Поле погони он гибнет под колёсами автомобиля. Вечером на месте происшествия Робишоу рассказывает знакомому детективу Магелли о том, что в квартире погибшего хранится орудие преступления.
К Дэйву приезжает Робин с намерением пожить у него. К ней начал приставать бармен и она разбила ему бутылку об голову. Девушка ладит с Алафер. Однажды, вернувшись домой, Дэйв, Робин и Алафер видят Клодетт. Он соглашается её подвезти. Клодетт рассказывает, что Бабба боится попасть за решётку и что они подрались с ним. Она говорит, что конфликт возник из-за Дэйва и пытается его соблазнить.
Через некоторое время Дейв встречается на причале с Баббой, проводящим время в компании Тони и Дома. Он говорит, что собирается выяснить все обстоятельства произошедших с бед, и предупреждает, что если там хотя бы раз всплывёт имя Рока, то спросит с него. Бабба говорит, чтобы тот оставил попытки докопаться до истины.
Клодетт встречается с Диди Джанкано. Он ещё сильнее разуверяется в способности Баббы вести серьёзные дела. Но Диди утверждает, что пришла сюда самолично, и уверяет мафиози, что способна решить все проблемы.
Робишоу звонит Майнос Доутри и предлагает встретиться. Придя по указанному адресу, Дэйв встречает Доутри и видит труп Китса в ванне с водой и радиоприёмником. Доутри предостерегает Робишоу, с которым у него за это время сложились приятельские отношения, от попытки расквитаться с Виктором Ромеро, поскольку не хочет, чтобы с Дэйвом или его близкими случилось что-то страшное.
Дэйв беседует в «Комнате джунглей» с посетительницей об Эдди Китсе и его шикарных похоронах, когда в бар врывается Бабба и нападает на Робишоу. Он подозревает его в любовной связи с Клодетт. Получив сдачи, он успокаивается.
Вечером Робин сообщает Дэйву, что их старый знакомый, бармен Джерри Фэллгут арестован за мошенничество. В этот момент звонит телефон, Алафер передаёт трубку Дэйву: это Виктор Ромеро. Он пеняет на то, что с ним никто не хочет иметь дел, говоря, что ему конец, потому что Робишоу с ним скоро расправится. Попутно напоминает, как расправлялся с Энни, пока Дэйв, по его словам, прятался на улице. В холодной ярости Дэйв обещает своему врагу, что найдёт его. На что получает самоуверенный ответ: «Поцелуй меня в задницу». Также Ромеро угрожает, что убьёт Алафер, Робин и Батиста, если Робишоу не угомонится.
Робишоу отправляется в тюрьму к Фэллгуту, чтобы разузнать у него информацию о Ромеро. Тот поначалу отнекивается, но когда Дэйв повышает голос, то вспоминает, что у Ромеро есть двоюродный брат, а у того, в свою очередь, прачечная со странным названием: то ли «Хуана», то ли «Хосе».
«Хулио» – так называется эта прачечная, возле которой Дэйв выслеживает своего врага. Увидев его, он осторожно заходит в кухню-прихожую и в этот момент слышит за закрытой дверью щелчок затвора – это спасает ему жизнь, звучат мощные выстрелы дробовика. Дэйв открывает ответный огонь и ему удаётся ранить противника, который исчезает. Проникнув в комнату, Дэйв видит, что происходит в соседнем помещении. Поравнявшись, оба стреляют. Смертельно раненый бандит проваливается сквозь перекрытия. Робишоу спрашивает, кто его послал, но Ромеро умирает. Дэйв видит в кухне такие же влажные следы, которые оставляет термос Клодетт. Попробовав остатки на вкус и убедившись, что это «Джин Рики», он едет в поместье Роков.
Войдя в огромный зал, он видит Клодетт, изрядно навеселе. Оказывается, в их семье именно она заправляла всеми тёмными делами, а муж был лишь фасадом. Вошедший в зал её муж убивает жену за предательство. Робишоу, стоящий рядом с телефоном, набирает 911 и сообщает о стрельбе в поместье. Бабба опускает оружие. Дэйв желает ему удачи и уходит.
Вернувшись домой ночью, он видит Батиста, уснувшего после тяжёлого дня, прямо сидя на диване; пройдя в кухню, Дэйв видит на столе письмо от Робин: она решила уехать, поскольку хоть и питает к нему искренние чувства, но видит, что он пока не готов полностью пустить её в свою жизнь. Войдя в комнату Алафер, он видит её мирно спящей. Дэйв ложится рядом, ребёнок инстинктивно обнимает его.

## В ролях
| Актёр                 | Роль             |
| --------------------- | ---------------- |
| Алек Болдуин          | Дэйв Робишоу     |
| Келли Линч            | Энни             |
| Мэри Стюарт Мастерсон | Робин            |
| Эрик Робертс          | Бабба Рок        |
| Тери Линн Хэтчер      | Клодетт          |
| Вонди Кертис-Холл     | Майнос Доутри    |
| Бадджа Дджола         | Батист           |
| Саманта Лагпакан      | Алафер           |
| Джо Витерелли         | Диди Джанкано    |
| Хоторн Джеймс         | Виктор Ромеро    |
| Дон Старк             | Эдди Китс        |
| Карл А. Макги         | Тут              |
| Так Миллиган          | Джерри Фэллгут   |
| Пол Гилфойл           | детектив Магелли |